# Gottfried Berron
Gottfried Heinrich Berron (* 26. November 1910 in Weyer; † 2004 in Weil der Stadt) war ein deutscher Lyriker.

## Leben
Berron wurde 1910 als Sohn des evangelischen Pfarrers Albert Berron und dessen Ehefrau Amalia Mathilde Berron, geborenen Werner in Weyer geboren. Er studierte Romanistik und Germanistik und promovierte 1940 in Tübingen mit der Arbeit: Studien zum Heliand als Kunstwerk. Nach Krieg und Gefangenschaft war er als Verlagslektor und Mitarbeiter des Evangelischen Gemeindeblatts tätig.
Gottfried Berron veröffentlichte einige Bändchen wie Lass zum Lächeln dich verleiten, die heiter-tiefsinnige Gedichte enthalten oder auch Das neue Lebensjahr. Ein Bild-Text-Band zum Geburtstag.
Gottfried Berron war ein Bruder des Pfarrers Gerhard Berron und ein Vetter des Pfarrers Karl-Eduard Berron.

## Werke
- Der Heiland als Kunstwerk: 4 Studien. Triltsch, Würzburg 1940. (Dissertation)
- Lass zum Lächeln dich verleiten. Burckhardthaus-Verlag, Berlin-Dahlem 1960.
- mit Robert Eberwein: Tierduett: Fabeleien in Versen. Bonz Verlag, Stuttgart 1967.
- Johannes Brenz: Der Reformator Württembergs. Sonnenweg-Verlag, Neuffen 1976, ISBN 3-7975-0173-0.
- Alle Tage etwas, das mich freut. Sonnenweg-Verlag, Neuffen 1978, ISBN 3-7975-0211-7.
- Immer hat Gott Zeit. Sonnenweg-Verlag, Neuffen 1980, ISBN 3-7975-0238-9.
- Gottfried Berron (Hrsg.): Das neue Lebensjahr. Schwarzwald-Kalender-Verlag, Lahr 1980, ISBN 3-87729-010-8.
- Gottfried Berron (Hrsg.): Ausgewählte Kostbarkeiten: Johann Heinrich Pestalozzi. SKV-Edition, Lahr (Schwarzwald) 1980, ISBN 3-87729-003-5.
- Gottfried Berron (Hrsg.): Ausgewählte Kostbarkeiten: Willy Kramp. SKV-Edition, Lahr (Schwarzwald) 1980, ISBN 3-87729-005-1.
- Gottfried Berron (Hrsg.): Ausgewählte Kostbarkeiten: Joseph von Eichendorff. SKV-Edition, Lahr (Schwarzwald) 1980, ISBN 3-87729-004-3.
- Dankbar älter werden. Sonnenweg-Verlag, Konstanz 1981, ISBN 3-7975-0263-X.
- Gottfried Berron (Hrsg.): Ausgewählte Kostbarkeiten: Albert Schweitzer. SKV-Edition, Lahr (Schwarzwald) 1981, ISBN 3-87729-019-1.
- Gottfried Berron (Hrsg.): Ausgewählte Kostbarkeiten: Friedrich Schiller. SKV-Edition, Lahr (Schwarzwald) 1981, ISBN 3-87729-016-7.
- Gottfried Berron (Hrsg.): Ausgewählte Kostbarkeiten: Gottfried Keller. SKV-Edition, Lahr (Schwarzwald) 1981, ISBN 3-87729-018-3.
- Gottfried Berron (Hrsg.): Ausgewählte Kostbarkeiten: Johann Peter Hebel. SKV-Edition, Lahr (Schwarzwald) 1981, ISBN 3-87729-017-5.
- Johann Friedrich Oberlin: Gehilfe Gottes, Helfer der Menschen. Verlag der St.-Johannis-Druckerei Schweickhardt, Lahr-Dinglingen 1982, ISBN 3-501-12121-0.
- Propheten gefragt: 50 biblische Rätsel und Suchspiele. Quell-Verlag, Stuttgart 1983, ISBN 3-7918-1051-0.
- Gottfried Berron (Hrsg.): Liebe und Freundschaft: Gedichte und Gedanken. SKV-Edition, Lahr 1983, ISBN 3-87729-037-X.
- Erfrischungen. Gedichte mit Herz und Humor. Quell-Verlag, Stuttgart 1984, ISBN 3-7918-1063-4.
- Gottfried Berron (Hrsg.): Weihnacht und Neujahr. SKV-Edition, Lahr (Schwarzwald) 1984, ISBN 3-87729-052-3.
- Wenn´s Weihnachten wird. SKV-Edition, Lahr (Schwarzwald) 1985, ISBN 3-87729-076-0.
- Das blühende Jahr. SKV-Edition, Lahr (Schwarzwald) 1985, ISBN 3-87729-079-5.
- Gottfried Berron (Hrsg.): Weihnachtslicht. SKV-Edition, Lahr (Schwarzwald) 1985, ISBN 3-87729-053-1.
- Gottfried Berron (Hrsg.): Weihnachtliche Gedanken. SKV-Edition, Lahr (Schwarzwald) 1985, ISBN 3-87729-077-9.
- Gottfried Berron (Hrsg.): Vom Igel bis zum Schmetterling. SKV-Edition, Lahr (Schwarzwald) 1985, ISBN 3-87729-054-X.
- Gottfried Berron (Hrsg.): Unter dem Weihnachtsbaum. SKV-Edition, Lahr 1985, ISBN 3-87729-063-9.
- Gottfried Berron (Hrsg.): Erlesenes: Theodor Fontane. SKV-Edition, Lahr 1985, ISBN 3-87729-070-1.
- Gottfried Berron (Hrsg.): Erlesenes: Josef von Eichendorff. SKV-Edition, Lahr 1985, ISBN 3-87729-069-8.
- Gottfried Berron (Hrsg.): Erlesenes: Matthias Claudius. SKV-Edition, Lahr 1985, ISBN 3-87729-071-X.
- Gottfried Berron (Hrsg.): Eduard Mörike: Erlesenes. SKV-Edition, Lahr 1985, ISBN 3-87729-072-8.
- Gottfried Berron (Hrsg.): Erlesenes: Die frohe Weihnachtszeit. SKV-Edition, Lahr 1985, ISBN 3-87729-073-6.
- Gottfried Berron (Hrsg.): Erlesenes: Das Wunder der Heiligen Nacht. SKV-Edition, Lahr 1985, ISBN 3-87729-074-4.
- Tageszeiten. SKV-Edition, Lahr (Schwarzwald) 1986, ISBN 3-87729-315-8.
- Erlebte Wege. SKV-Edition, Lahr (Schwarzwald) 1986, ISBN 3-87729-316-6.
- Gottfried Berron (Hrsg.): Wo Gott dich ausgesät hat, da sollst du blühen. Sonnenweg-Verlag, Konstanz 1986, ISBN 3-7975-0321-0.
- Gottfried Berron (Hrsg.): Wenn der Christbaum leuchtet: Erlesenes. SKV-Edition, Lahr 1986, ISBN 3-87729-309-3.
- Gottfried Berron (Hrsg.): Wege zu Weihnachten: Ausgewählte Kostbarkeiten. SKV-Edition, Lahr (Schwarzwald) 1986, ISBN 3-87729-311-5.
- Gottfried Berron (Hrsg.): Vom Rhythmus des Lebens. SKV-Edition, Lahr (Schwarzwald) 1986, ISBN 3-87729-090-6.
- Gottfried Berron (Hrsg.): Theodor Storm: Erlesenes. SKV-Edition, Lahr 1986, ISBN 3-87729-307-7.
- Gottfried Berron (Hrsg.): Schönheit der Erde. SKV-Edition, Lahr (Schwarzwald) 1986, ISBN 3-87729-078-7.
- Gottfried Berron (Hrsg.): Ludwig Uhland: Erlesenes. SKV-Edition, Lahr 1986, ISBN 3-87729-093-0.
- Gottfried Berron (Hrsg.): Johann Wolfgang Goethe: Erlesenes. SKV-Edition, Lahr 1986, ISBN 3-87729-095-7.
- Gottfried Berron (Hrsg.): Herzlich und heiter. SKV-Edition, Lahr (Schwarzwald) 1986, ISBN 3-87729-091-4.
- Gottfried Berron (Hrsg.): Heimkehr zu Weihnachten: Erlesenes. SKV-Edition, Lahr 1986, ISBN 3-87729-310-7.
- Gottfried Berron (Hrsg.): Häusliche Gebortenheit. SKV-Edition, Lahr (Schwarzwald) 1986, ISBN 3-87729-084-1.
- Gottfried Berron (Hrsg.): Es weihnachtet wieder. SKV-Edition, Lahr (Schwarzwald) 1986, ISBN 3-87729-318-2.
- Gottfried Berron (Hrsg.): Die Woche entlang. SKV-Edition, Lahr (Schwarzwald) 1986, ISBN 3-87729-088-4.
- Gottfried Berron (Hrsg.): Die stille heilige Nacht. SKV-Edition, Lahr (Schwarzwald) 1986, ISBN 3-87729-317-4.
- Gottfried Berron (Hrsg.): Das Jahr hindurch. SKV-Edition, Lahr (Schwarzwald) 1986, ISBN 3-87729-089-2.
- Gottfried Berron (Hrsg.): Christian Fürchtegott Gellert: Erlesenes. SKV-Edition, Lahr 1986, ISBN 3-87729-094-9.
- Gottfried Berron (Hrsg.): Annette von Droste-Hülshoff: Erlesenes. SKV-Edition, Lahr 1986, ISBN 3-87729-092-2.
- Gottfried Berron (Hrsg.): Albert Schweitzer: Erlesenes. SKV-Edition, Lahr 1986, ISBN 3-87729-308-5.
- Gottfried Berron (Hrsg.): Ausgewählte Kostbarkeiten: Rainer Maria Rilke. SKV-Edition, Lahr (Schwarzwald) 1986, ISBN 3-87729-036-1.
- Nacht, in der das Licht geboren: festliche Gedanken zur Advents- und Weihnachtszeit. St.-Johannis-Dr. Schweickhardt, Lahr-Dinglingen 1987, ISBN 3-501-00437-0.
- Gottfried Berron (Hrsg.): Zum Weihnachtsfest. SKV-Edition, Lahr (Schwarzwald) 1987, ISBN 3-87729-349-2.
- Gottfried Berron (Hrsg.): Weihnachten: Freude für alle. SKV-Edition, Lahr (Schwarzwald) 1987, ISBN 3-87729-348-4.
- Gottfried Berron (Hrsg.): Sonne im Herzen jeden Tag. SKV-Edition, Lahr (Schwarzwald) 1987, ISBN 3-87729-350-6.
- Gottfried Berron (Hrsg.): Hier und heute. SKV-Edition, Lahr (Schwarzwald) 1987, ISBN 3-87729-351-4.
- Gottfried Berron (Hrsg.): Es leuchtet mitten in der Nacht: Erlesenes. SKV-Edition, Lahr (Schwarzwald) 1987, ISBN 3-87729-346-8.
- Gottfried Berron (Hrsg.): Erlebe täglich deinen Tag. SKV-Edition, Lahr 1987, ISBN 3-87729-322-0.
- Gottfried Berron (Hrsg.): Das Wunder der Weihnacht: Erlesenes. SKV-Edition, Lahr 1987, ISBN 3-87729-347-6.
- Gottfried Berron (Hrsg.): Ausgewählte Kostbarkeiten: Pascal Blaise. SKV-Edition, Lahr (Schwarzwald) 1986, ISBN 3-87729-342-5.
- Widerschein und Widerhall. St.-Johannis-Dr. Schweickhardt, Lahr-Dinglingen 1988, ISBN 3-501-00383-8.
- Gottfried Berron (Hrsg.): Weihnacht: Tag der Freude; ausgewählte Kostbarkeiten. SKV-Edition, Lahr (Schwarzwald) 1988, ISBN 3-87729-382-4.
- Gottfried Berron (Hrsg.): Johann Albrecht Bengel. St.-Johannis-Dr. Schweickhardt, Lahr-Dinglingen 1988, ISBN 3-501-05001-1.
- Gottfried Berron (Hrsg.): Gerhard Tersteegen. St.-Johannis-Dr. Schweickhardt, Lahr-Dinglingen 1988, ISBN 3-501-05002-X.
- Gottfried Berron (Hrsg.): Ausgewählte Kostbarkeiten: Augustinus. SKV-Edition, Lahr (Schwarzwald) 1988, ISBN 3-87729-381-6.
- Gottfried Berron (Hrsg.): Zum Geburtstag Worte und Wünsche. SKV-Edition, Lahr 1989, ISBN 3-87729-421-9.
- Gottfried Berron (Hrsg.): Lichtblicke in Krankheitstagen. SKV-Edition, Lahr 1989, ISBN 3-87729-420-0.
- Gottfried Berron (Hrsg.): Den Weg gemeinsam gehen: Auserlesenes in Wort und Bild zur Vermählung. SKV-Edition, Lahr 1989, ISBN 3-87729-423-5.
- Gottfried Berron (Hrsg.): Ausgewählte Kostbarkeiten: Selma Lagerlöf. SKV-Edition, Lahr (Schwarzwald) 1992, ISBN 3-87729-415-4.